# Къщата на призрачния хълм
„Къщата на призрачния хълм“ (на английски: House on Haunted Hill) е американски свръхестествен филм на ужасите от 1999 г. на режисьора Уилям Малоун по сценарий на Дик Бийб и Роб Уайт, с участието на Джефри Ръш, Фамке Янсен, Тай Дигс, Али Картър, Бриджит Уилсън, Питър Галахър и Крис Катан. Продуциран от Робърт Земекис и Джоел Силвър, той е римейк на „Къщата на Хънтед Хил“ (1959), режисиран от Уилям Касъл, и включва специални ефекти от известните художници Грегъри Никотеро и Дик Смит.
Филмът отбелязва дебюта на компанията „Дарк Кесъл Ентъртейнмънт“, която продуцира множество други филми на ужасите, включително допълнителни римейкове. Премиерата на филма излиза на 29 октомври 1999 г. по случай Хелоуин.
През 2007 г. филмът е последван от продължение, издадено директно на DVD, и е озаглавено „Завръщане в къщата на страшния хълм“ (2007).